# 이집트의 역사
이 문서는 이집트의 역사에 대해 서술한다. 이집트는 나일강의 범람으로 인해 풍요로운 나일강 제방과 나일강 삼각주 지역을 가지고 있다. 이 지역의 엄청난 농업 생산량으로 인해 이집트는 아주 오랜 시간 동안 헤게모니를 누려왔다. 고대 이집트에 대한 대부분은 미지의 영역으로 남아있었다. 그러나 로제타석이 발견되어 신성문자가 해독됨으로써 고대 이집트에 대한 연구가 시작될 수 있었다.

## 개요
플라이스토세에 서방의 대지 위에서 살던 사람들이 홀로세가 되어 사막화가 시작되자 나일 하곡에 내려와서 살게 되었다. 토지생산성이 높은 나일의 하곡 지방에서 이집트 문명이 개화하고, 유사시대에 들어와서는 30개의 왕조가 흥망했다. 기원전 321년에는 알렉산드로스 3세의 침략이 있었고, 그후에는 그리스인, 러시아인의 침입이 있었다. 7세기에는 아랍인이 침입하는 등 외침의 역사는 오랫동안 계속되었다. 아랍인의 오랜 지배로 이집트는 아랍화어 이슬람 문화권에 끌려들어갔다. 19세기말 이집트가 오스만 제국 지배하에 있을 때 유럽군이 침입했다. 처음에는 나폴레옹 보나파르트 휘하의 프랑스군이 들어왔고, 이어 프랑스군과 대항하는 영국 세력이 들어와 터키로부터 독립한 무함마드 알리 왕조를 성립시켰다. 1869년 수에즈 운하가 개통됨으로써 이집트의 전략적, 경제적 중요성이 더해져 1914년에는 영국이 이집트를 보호국으로 만들었다. 제1차 세계 대전 중 영국은 형식적인 독립을 인정했으나 실질적인 점령상태는 계속되었다. 제2차 세계 대전 후의 제1차 중동 전쟁때 패인은 왕과 정부의 무능과 부패를 국민에게 절감시켜, 끝내 1952년 7월 23일에 자유장교단이 쿠데타를 일으키는 원인이 된다. 이것이 1952년 이집트 혁명의 시초가 된다. 왕정이 폐지되고 공화 정권이 발족하면서 가말 압델 나세르가 대통령에 취임했다. 나세르 정권하에서 수에즈 운하의 국유화, 영국군의 철수, 토지개혁 등이 단행되었다. 1958년 시리아와의 합병으로 나세르 아랍권 통일 구상의 첫단계인 아랍 연합 공화국이 발족했으나 3년 반 후 시리아는 분리했다. 1967년 이스라엘과 제3차 중동 전쟁에서 패해 시나이반도와 가자지구가 점령당했다. 1970년 대통령직을 승계한 안와르 사다트는 제4차 중동 전쟁에서 승리한 후, 대이스라엘 정책을 수정하고 평화조약을 체결했다. 1982년에는 사다트의 평화노선을 계승한 호스니 무바라크 정권이 시나이 반도를 반환받았다. 무바라크는 30년가량 장기 집권하다가 아랍의 봄의 영향으로 일어난 2011년 이집트 혁명으로 인해 자진 사임한다.

## 선사시대(~3100 BC)

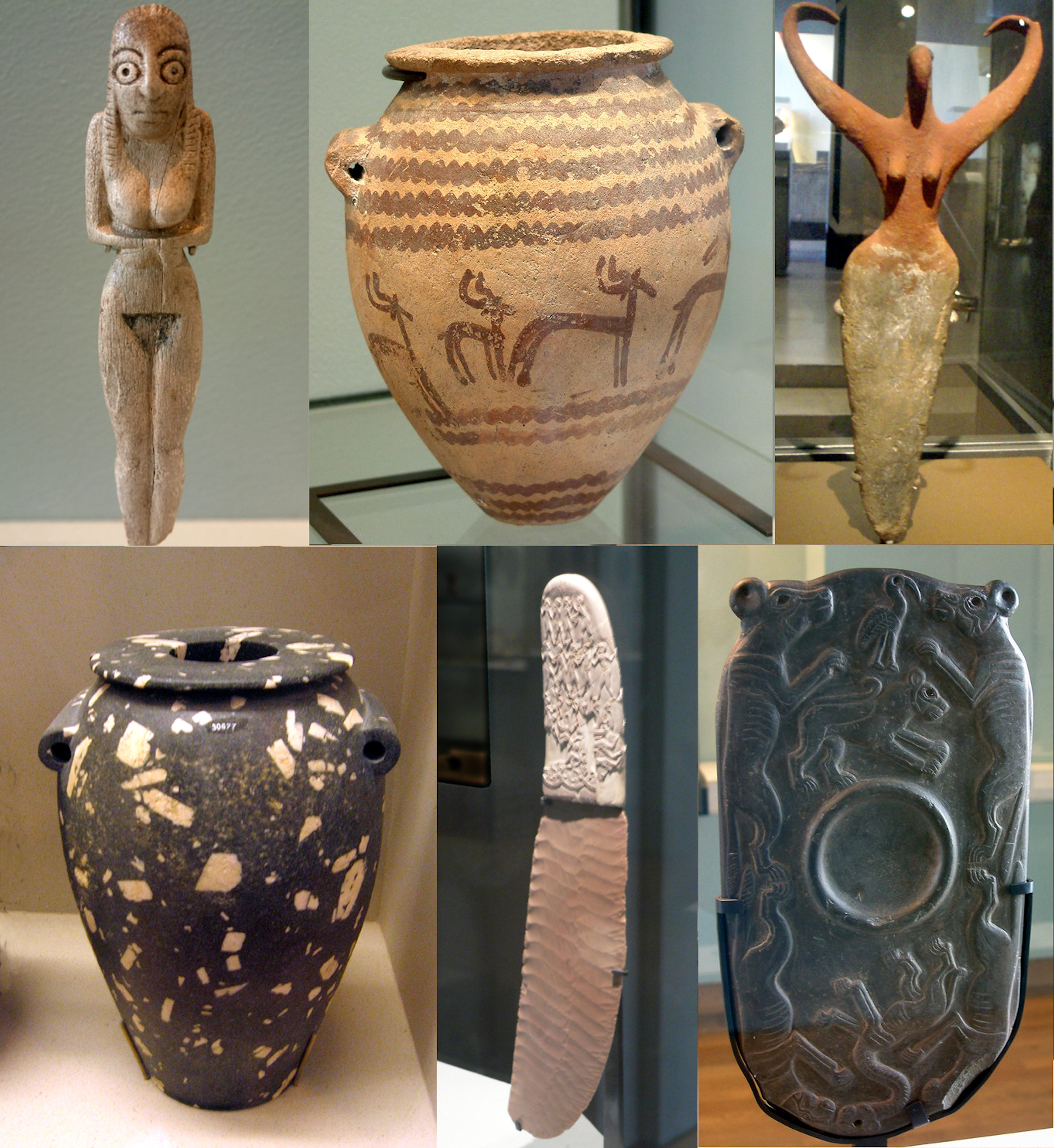
선사시대 이집트의 유물들. 첫째줄 왼쪽부터 바다리 문화의 조각상, 나카다 2기의 항아리, 바트 여신상, 둘째줄 왼쪽부터 섬록암 화분, 상아 칼, 화장용 석판

이집트 선사시대의 대표적인 흔적은 나일강 하안단구와 오아시스를 따라 발견되는 암각화다. 이들 수렵채집부족과 어민부족들이 형성하던 문화는 기원전 1만년경에 농업부족들에 의해 대체된다. 이들 농업 부족은 곡물을 빻아 가루로 만들어 소비하는 문화가 대표적이다. 그러다가 기원전 6천년경에 아프리카 습윤 기간이 종말을 맞이하고 사하라 사막이 형성된다. 이 지방에서 거주하던 부족들은 나일강변에 이주 및 정착하게 되는데, 이로써 농업 경제 체제가 자리잡고 중앙집권된 사회가 형성되는 발판이 만들어진다.
이즈음에 나일강 전역에서 신석기 시대가 시작된다. 왕조가 등장하기 이전 시기인 이 즈음에 상하 이집트의 문화가 서로 다른 양상으로 발전하게 된다. 바다리 문화와 그 뒤를 이은 나카다 문화가 고대 이집트의 전신으로 이해된다. 남부 이집트에는 메리므다 문화가 있었는데 바다리 문화보다 700여년 앞선 것으로 이해된다. 남부 이집트에서 발생한 문화는 2천년간 상부 이집트 문화와 공존한다. 신성문자는 고대 이집트 이전 시기인 나카다 3기에 만들어진 항아리에서 처음 발견되는데 그 연대는 기원전 3,200년으로 추정한다.

## 고대 이집트(3100~332 BC)

### 초기왕조와 고왕국
상하로 나뉘어 있던 왕조는 기원전 3,150년 경에 메네스에 의해 통일된다. 이로써 통일 왕국이 세워지고, 3천년가량 여러 왕조가 번갈아가며 왕국의 대를 이어간다. 이 시기동안 이집트 문화가 융성하게 꽃피어 아주 오랜 시간 동안 종교와 미술, 언어에서 독창적인 세계를 구축한다.

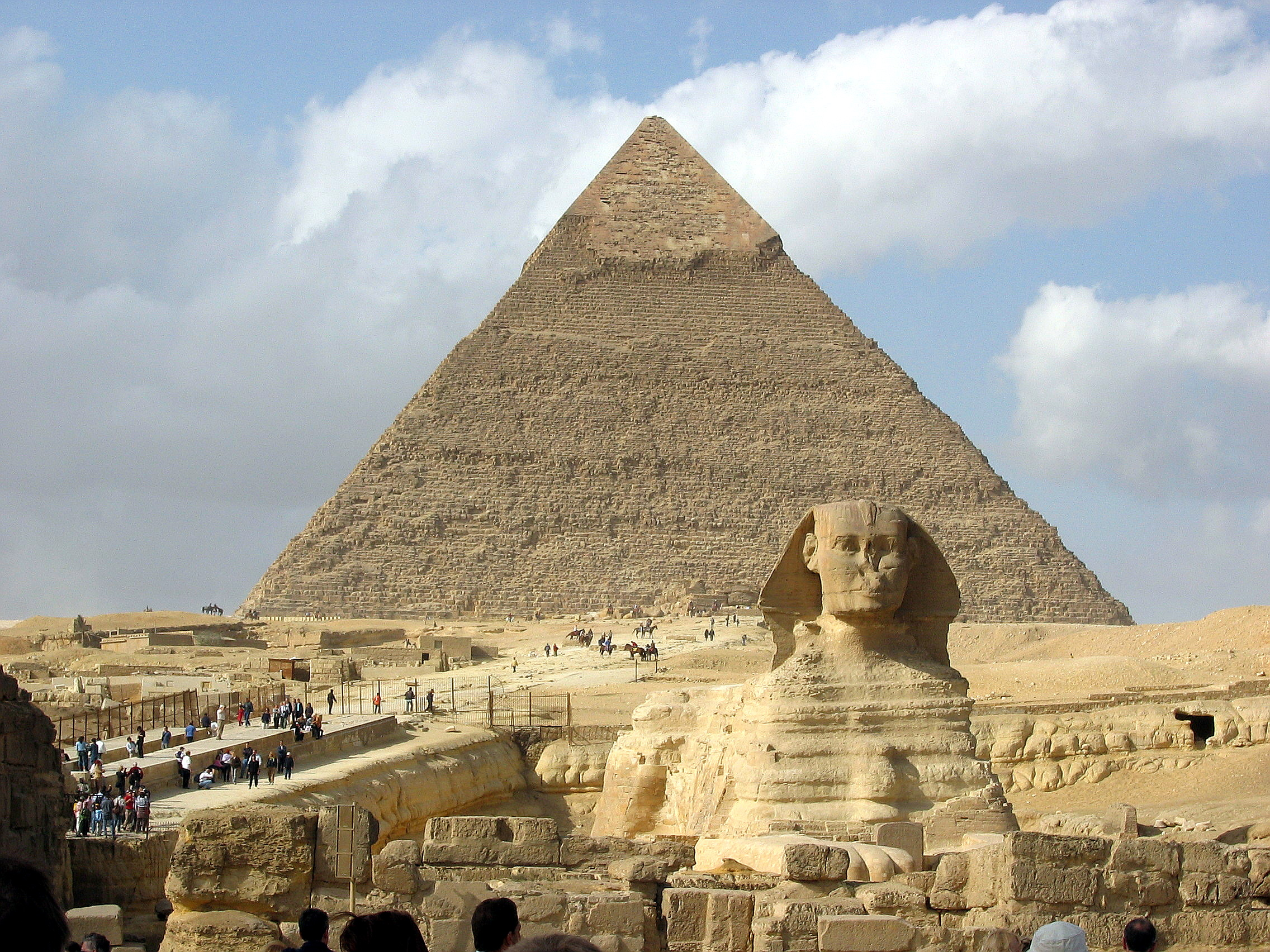
스핑크스와 기자의 대피라미드. 둘 다 이집트 고왕국 시대의 작품이다.

통일 이집트의 두 왕조는 고왕국이 발흥할 수 있는 기반이 되어준다. 고왕국 시기동안 피라미드가 많이 세워지는데 이집트 제3왕조의 조세르 피라미드와 이집트 제4왕조에 기자에 세워진 피라미드군이 대표적이다.

### 제1중간기, 중왕국, 제2중간기
이집트의 제1중간기는 약 150년간 지속된 정치적 격동의 시기이다. 그러나 더 강력한 범람과 왕국의 안정으로 인해 기원전 2,040년 경에는 새로운 중왕국시대에 돌입한다. 중왕국 시기는 아메넴헤트 3세의 치리하에서 절정을 맞는다. 하지만 기원전 17세기경에 셈조어를 사용하던 시나이반도 및 레반트지역에서 기원한 힉소스가 이집트를 침략해 통치하면서 왕국은 다시 분열된다. 힉소스는 하이집트의 대부분을 점령해 아바리스를 새로운 수도로 삼는다. 상이집트 테베의 맹주인 아흐모세 1세는 힉소스를 나일강역에서 몰아내고 이집트 제18왕조를 세운 뒤 통일 이집트의 수도를 멤피스에서 테베로 옮긴다.

### 신왕국, 제3중간기, 말기왕조
아흐모세 1세의 제18왕조와 함께 이집트 신왕국이 시작된다. 이 시기에 이집트는 막강한 힘을 바탕으로 남쪽으로는 누비아의 톰보스에서 동쪽으로는 레반트 지역까지 점령한다. 하트셉수트, 투트모세 3세, 아크나톤과 네페르티티, 투탕카멘, 람세스 2세 등 유명한 파라오 대부분이 이 시기의 통치자였다. 또 이시기에 아톤을 중심으로 처음으로 일신숭배 사상이 세워진다. 그러나 다른 신들의 존재를 인정한다는 점에서 단일신교로 간주되지는 않는다. 이 시기에 국제적으로 다른 국가들과 활발히 교류하기 시작한다. 히타이트와도 국경을 맞댄다. 그러나 바다 민족의 침략과 테베의 아문 대사제단 등의 내홍으로 인해 다시 상이집트와 하이집트 사이의 결속이 약해진다. 하이집트는 리비아계의, 상이집트는 쿠시 왕국의 침략과 정치적 영향을 받는다. 아시리아 역시 이집트를 지배 하에 두지만 오래 가지는 못하고 이집트는 다시 독립한다.

### 일차 아케메네스 점령기

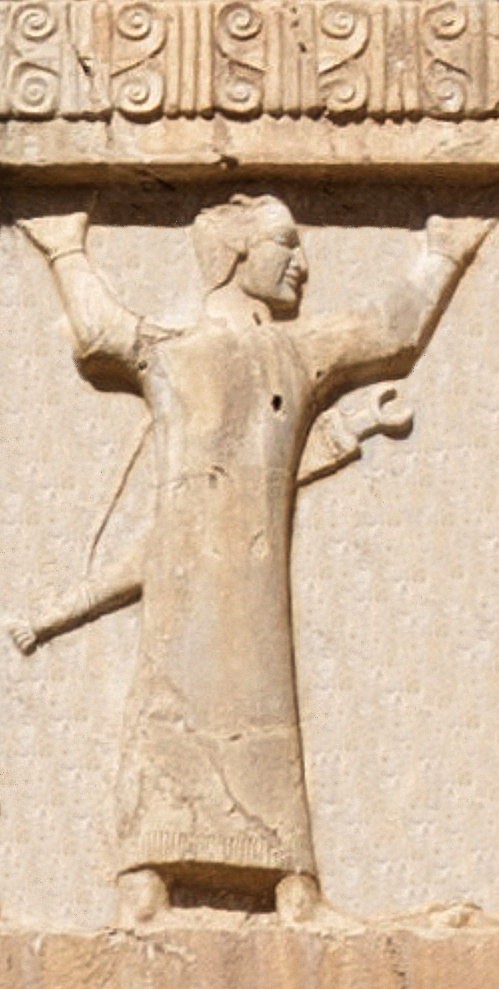
크세르크세스 1세의 무덤에 그려진 이집트계 군인.

기원전 6세기에는 아케메네스 제국이 이집트를 정벌한다. 이집트 제27왕조 전체가 아케메네스의 지배를 받지만 페투바스티스 3세의 대에 봉기를 일으켜 페르시아 제국의 지배에서 벗어난다. 이후 이집트 제30왕조까지 이집트는 독립국의 지위를 유지하지만 기원전 343년 아르타크세르크세스 3세의 침공에서 넥타네보 2세가 패전하여 다시 아케메네스 제국의 지배하에 떨어진다.

### 이차 아케메네스 점령기
패전한 이집트 제31왕조는 기원전 332년까지 페르시아의 일개 사트라피가 된다. 따라서 이제 파라오는 페르시아인의 차지가 된다. 실제로 2017년에는 미라 90구의 유전체를 분석한 결과 고대에서 중세까지 근동지역에 거주했던 사람들의 유전체와 상당히 유사하고, 사하라 이남 아프리카의 흔적은 전혀 없었다.

## 헬레니즘 통치기

### 프톨레마이오스 왕국

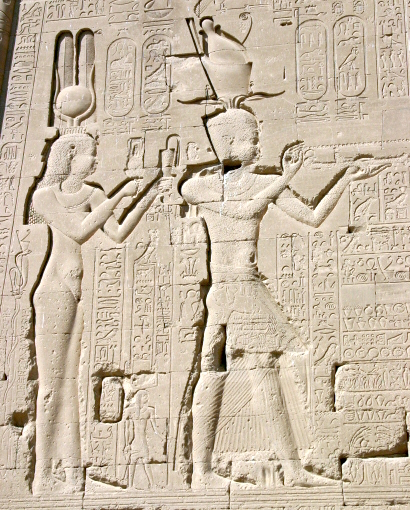
프톨레마이오스 왕국의 여왕이었던 클레오파트라와 그녀가 율리우스 카이사르 사이에서 낳은 아들 카이사리온이 덴데라 신전 단지에 묘사되어 있다.

프톨레마이오스 왕국은 동쪽으로는 시리아 남부에서 서쪽으로는 키레네, 남쪽으로는 누비아에 이르기까지의 광활한 영토를 가진 헬레니즘 속주였다. 이 시기에 나일강 삼각주 북서단의 알렉산드리아는 헬레니즘 시대의 그리스의 문화적 경제적 중심지였다. 이집트 원주민들의 수월한 통치를 위해 프톨레마이오스 왕국의 통치자들은 파라오를 승계했다. 실제로 프톨레마이오스 후기까지 이집트인들은 다른 지역들과는 다르게 헬레니즘 문명의 영향 속에서도 전통적인 이집트식 복식과 종교 및 삶의 방식을 그대로 영위했다.
프톨레마이오스 왕조의 마지막 통치자는 클레오파트라로 잘 알려진 클레오파트라 7세 필로파토르이다. 아우구스투스가 알렉산드리아를 포위했을 때 클레오파트라의 품속에서 연인인 마르쿠스 안토니우스가 숨을 거두자 따라서 자살한 것으로 잘 알려져있다.
프톨레마이오스는 이집트인들의 숱한 반란으로 인해 쇠약해져 결국 로마에 의해 점령된다. 그럼에도 불구하고 헬레니즘 문화는 이슬람의 이집트 정복 이후까지 계속 남아있는다. 물론 이집트 전통 문화도 계속 유지된다.

## 로마 통치기

### 로마 속주
이집트 지역은 로마의 곡창지대가 되어 제국 전체에 곡물, 아마, 파피루스, 유리, 기타 공예품들을 공급한다. 알렉산드리아는 로마의 지배 하에서도 교역의 중심지로 계속 남아있으며, 일부 기록에 의하면 로마에서 가장 중요한 도시였다고도 전해진다. 이집트는 인도나 에티오피아와 국제적 교역의 중개지도 되었다. 과학 기술 부분에 있어서도 제국을 이끌어나갔다. 클라우디오스 프톨레마이오스, 히파티아, 헤론은 점성술, 수학, 공학 등 모든 분야에서 새로운 지평을 열었다. 문화적으로도 로마에 비견되는 위상을 차지했다.

### 아이깁투스 교구

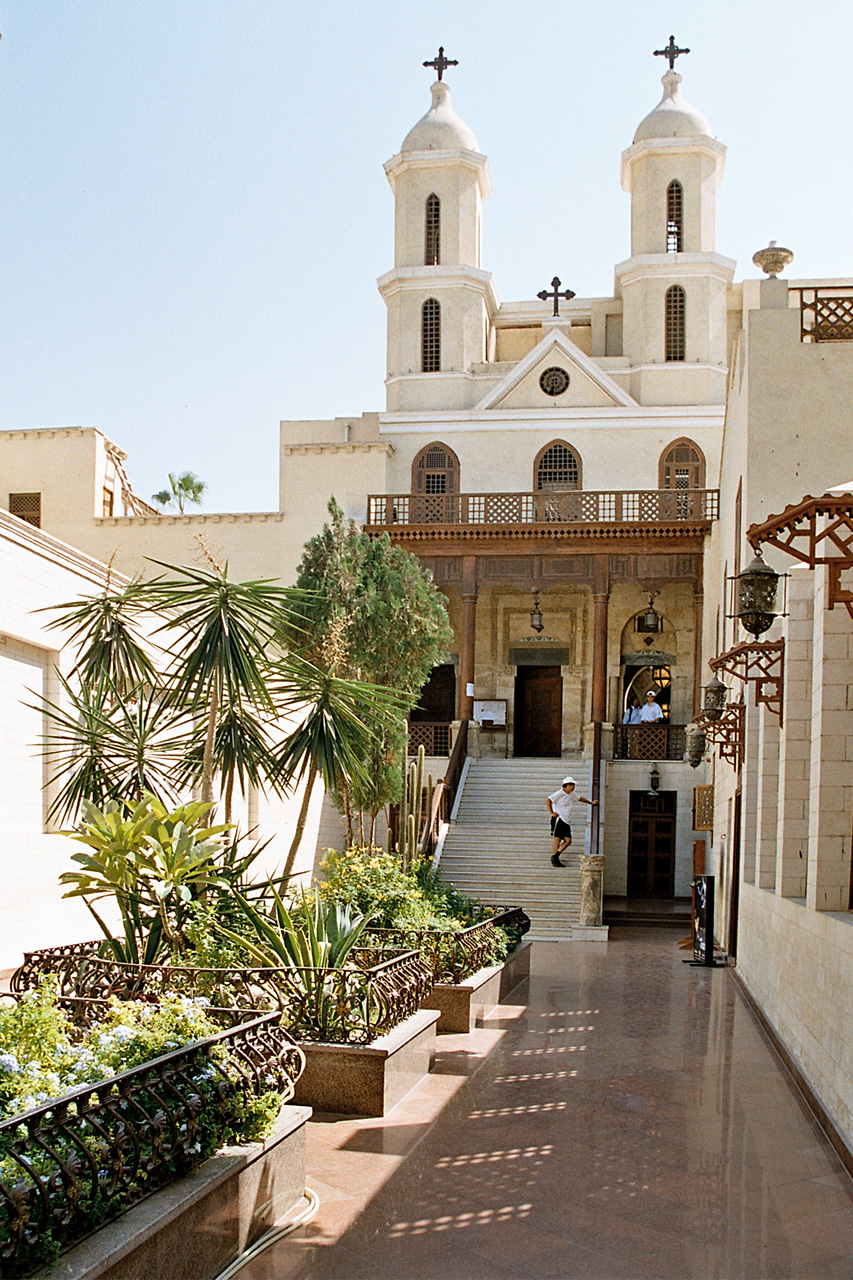
카이로에 위치한 공중교회. 3세기나 4세기에 처음 건립되었으며 콥트 정교회에서 가장 유명한 교회 중 하나이다.

예수에서 시작된 초기 기독교의 복음은 이집트에까지 전파된다. 전승에 의하면 복음사가 마르코가 이집트에 복음을 전했다고 한다. 이집트의 알렉산드리아와 시리아의 안티오크는 수십년만에 기독교의 중심지로 성장한다. 신약성경이 이집트어로 번역된 것도 이 때였다. 고대 후기 또는 비잔틴 시대로 넘어가는 분수령인 디오클레티아누스 통치기에 매우 많은 수의 기독교인들이 이집트에서 박해를 받았다. 그러다가 서기 451년에 열린 칼케돈 공의회에서 알렉산드리아 콥트 정교회가 설립되어 지금까지 남아있다.

## 사산제국 통치기
이집트는 사산 제국에 의해 리비아의 일부로서 619년부터 629년까지 10년간 지배를 받는다. 비잔티움 제국의 황제 이라클리오스와 연대한 샤흐르바라즈가 봉기를 일으킬 때 이집트는 자유를 얻는다.

## 이슬람 초기
10여년간의 사산왕조 페르시아의 통치 이후 비잔티움 제국은 다시 이집트를 회복하나, 639~642년에 아랍 이슬람 제국에 의해 점령된다. 이집트에 식량과 사치품을 의존하고 있던 비잔티움 제국은 이집트의 함락 이후 급속도로 쇠락하기 시작한다.
아랍인들은 이집트에 수니파를 가져오고, 수니파는 이집트에 정착해 있던 기독교 전승, 이집트 전통 종교관, 실용주의로부터 수피파의 형성에 영향을 받기도 한다. 이러한 종교적 특성들은 콥트 교회에도 일부 찾아볼 수 있다.

## 중세시대 독립국의 지위

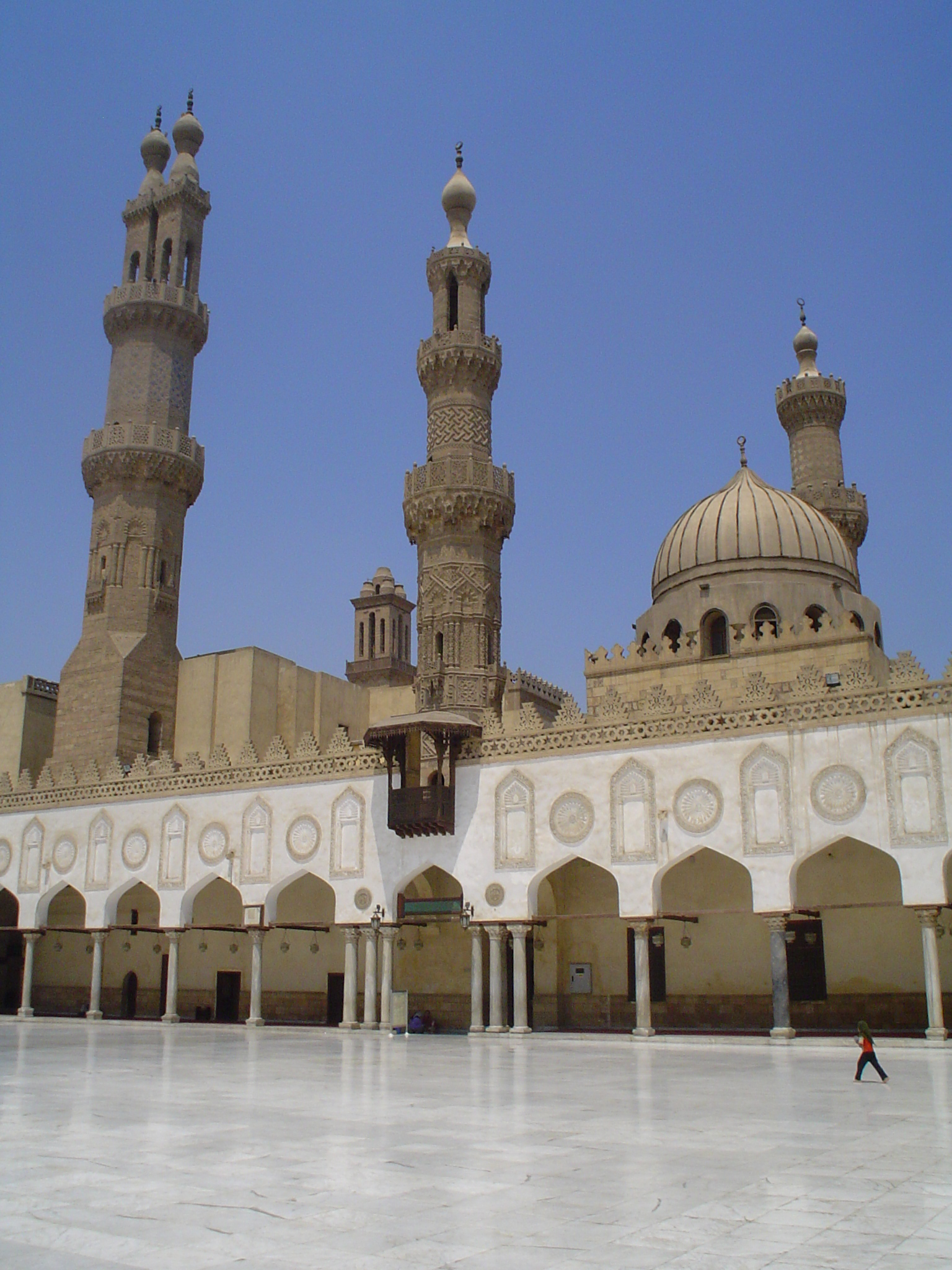
중세 파티마 시대의 카이로에 세워진 알아즈하르 모스크

이슬람 칼리파국에 의해 임명된 이집트의 통치자들은 카이로를 수도로 삼았는데, 이후 파티마 칼리파국에서도 이러한 관습은 이어진다. 쿠르드족의 아이유브 술탄국의 멸망 이후 서기 1250년부터 맘루크, 즉 튀르크족과 체르케스인의 통치를 받는다. 13세기 말엽에는 홍해, 인도, 말레이 제도, 동인도 제도와도 교역을 시작한다. 그리스와 콥트계 언어와 문화는 아랍 문화의 융성함 속에서 점차 사라져간다.
14세기 중반에는 흑사병이 이집트 인구의 40%를 앗아간다. 게다가 포르투갈이 다우 전투에서 맘루크 제국을 압도하면서 인도양의 주도권을 가져온다. 이로써 쇠약해진 맘루크 제국은 1517년에 오스만-맘루크 전쟁으로 인해 오스만 제국에게 이집트의 통치권을 빼앗긴다.

## 오스만 통치기

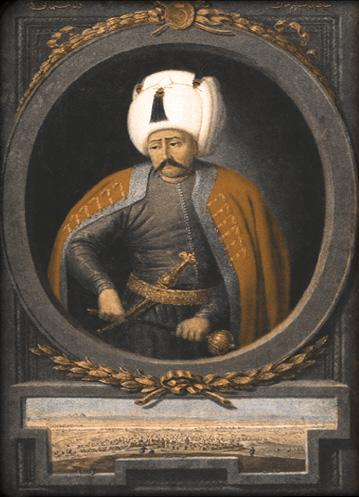
이집트를 정복한 셀림 1세(1470~1520).

15세기 이후 오스만은 이집트를 침공하면서 간접적으로나 직접적으로 이집트의 체계를 붕괴시킨다. 특히 이집트는 오스만에 대항하기 위해 시민 사회와 경제 제도를 희생하면서까지 방위군을 소집한다. 이처럼 약화된 경제는 흑사병과 어우러져 국력을 폭락시키는데 큰 원인이 된다. 1687년부터 1731년까지 6번의 기근을 겪은데 이어 1784년의 기근은 단번에 전체 인구의 1/6을 앗아간다.
나폴레옹 보나파르트은 1798년에 이집트-시리아 원정을 시행한다. 이 때 로제타석이 발견되면서 이집트학이 출범하는 계기가 된다. 그러나 나폴레옹과 프랑스 근동군은 결과적으로는 나일 해전에서 패배함으로써 이집트의 지배력을 잃게 된다.

## 무함마드 알리 왕조
이집트는 오스만 제국과 맘루크, 영국군이 프랑스 군을 쫓아낸 후 무주지가 된데다 여기 알바니아인까지 경쟁에 가세하는 바람에 각 세력의 각축장이 된다. 그리고 결국 알바니아군의 지도자인 무함마드 알리가 1805년에 패권을 잡고 이스탄불의 술탄으로부터 공식적으로 부왕의 작위를 받는데 성공한다. 이 때 부왕이라는 작위는 이면적으로는 술탄의 신하라는 의미를 담고 있지만, 실제로는 오스만이 이집트에서의 통치권을 포기하고 무함마드 알리에게 넘겨준 것에 가깝다. 무함마드 알리는 왕조를 세워 1952년에 혁명을 일으키기 전까지 계속 통치한다. 그러나 1882년 이후로 이집트 왕조는 사실상 영국의 식민지와 가까운 상태를 유지한다.
알리는 1820년부터 1824년까지 수단을, 1833년에는 시리아를 점령하고, 아라비아반도와 아나톨리아를 점진적으로 점령해나간다. 유럽 열강들은 알리가 결국 오스만제국을 무너뜨리지는 않을까 하는 우려를 품고 점령지들을 오스만왕조에 귀속시킬 것을 1841년에 요청하였으나, 알리는 수단과 시리아를 계속 왕국의 영토로 유지한다. 알리의 정복사업은 이집트가 근대화되도록 하는 계기가 되기도 한다. 알리는 서양에서 학생들을 교육시키고 교수진들도 수입한다. 수에즈 운하를 건축한 것도 이러한 계획의 일부였다. 또 시민 복지에도 상당한 향상을 가져온다.
1820년에는 육지면을 가져와 시작한 산업이 부흥하여 이집트산 육지면의 품질이 세계적인 인정을 받게된다. 따라서 이집트의 농업은 환금작물에 대한 단작의 형태로 변모하게 된다. 이로 인해 이집트의 시장은 전세계로 뻗어나가게 되고 토지 소유의 형태도 지주 중심으로 바뀌게 된다.

## 대영제국 보호령

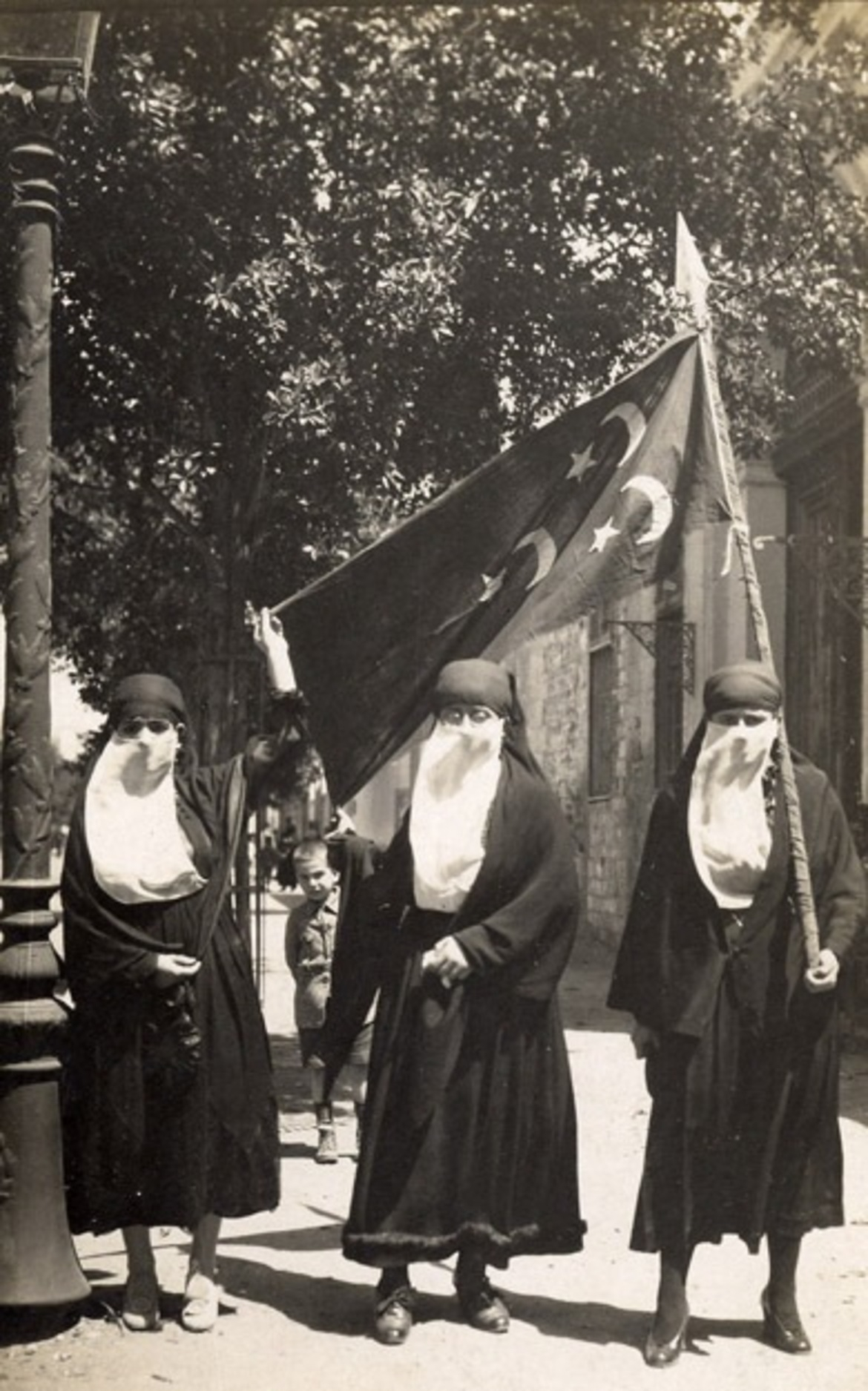
1919년 카이로에서 데모중인 민족주의 운동가들.

1863년에 이스마일 파샤가 즉위한다. 이스마일과 선왕인 사이드는 야망이 높은 사람이었으며 프랑스와 함께 수에즈 운하를 건설하는 등 이집트의 개발을 위해 많은 사업을 펼쳤다. 그러나 개발에 막대한 비용을 소모하게 되면서 이집트는 유럽 은행에 감당할 수 없는 양의 빚을 지게 되었고, 심한 증세로 인해 시민들의 불만도 고조되었다. 이에 따라 1875년 이스마일은 수에즈 운하 지분의 44%를 영국에 매각한다. 이로써 영국과 프랑스는 막대한 금권을 바탕으로 이집트 내각을 뒤에서 조종할 힘을 얻게 된다.
이스마일 내각과 유럽의 간섭에 대한 불만은 1879년에 아흐메드 우라비가 민족 운동을 일으키는 계기가 된다. 우라비는 1882년에 민족주의 내각의 수뇌가 된다. 그러나 자신들의 지배력이 줄어들 것을 경계한 영국과 프랑스는 알렉산드리아에 함포를 퍼붓고 이집트군을 텔 엘 케비르 전투에서 격파시키고 내각을 해산시킨 뒤 이스마일의 아들인 튜픽 파샤를 앉힌다. 이로써 이집트는 사실상 영국의 보호국 신세가 되며, 1914년에는 공식적으로 영국의 보호령이 된다.
이집트는 1882년 9월 텔 엘 케비르 전투에서 패배함으로써 영국의 보호령이 된다. 이로써 이집트의 통치자를 부르는 칭호도 변화를 겪는다. 칭호는 이미 1867년에 '파샤'에서 '케디브'로 바뀐 바가 있다. 그러나 영국의 보호국이 된 이집트는 통치자를 '술탄'이라고 부르는 술탄국이 된다. 영국은 튜픽의 후임자인 아바스 2세를 퇴위시키고 그 사촌인 후세인 카멜을 술탄으로 앉힌다.
1906년에는 영국군인들이 이집트 농부들을 처형하는 딘샤와이 마을 사건이 발생한다. 이 일로 인해 수많은 이집트인들이 민족주의 운동에 참여하게 된다. 제1차 세계대전 이후 민족주의 운동의 대표적인 세력인 자글룰 파샤와 와프드당이 보호국 국회에서 여당이 된다. 그러나 영국 정부는 자글룰과 그 가족들을 몰타로 강제 추방시킨다. 이는 1919년 이집트 혁명이 일어나는 계기가 된다. 그 결과 영국은 1922년 2월 22일, 이집트의 독립을 선언한다.
새로운 정부인 이집트 왕국은 1923년에 의원내각제를 채택하고 헌법을 제정한다. 1924년에는 자글룰이 초대 총리로 선출된다. 1936년에는 수에즈 운하를 보호하기 위한 최소한의 군대를 제외한 영국군을 이집트에서 철수시킨다는 내용인 영국-이집트 조약을 맺는다. 그러나 영향력은 청산되지 못하고 계속 남아있게 된다. 이후 왕실이 국회를 해산하는 등 독재야욕을 점점 내비치자 군부는 자유장교단의 주도로 1952년 이집트 혁명을 일으킨다. 파루크 1세는 5개월된 아들인 푸아드 2세에게 왕위를 넘겨준다. 영국군은 1954년에야 완전히 철수한다.

## 이집트 공화국

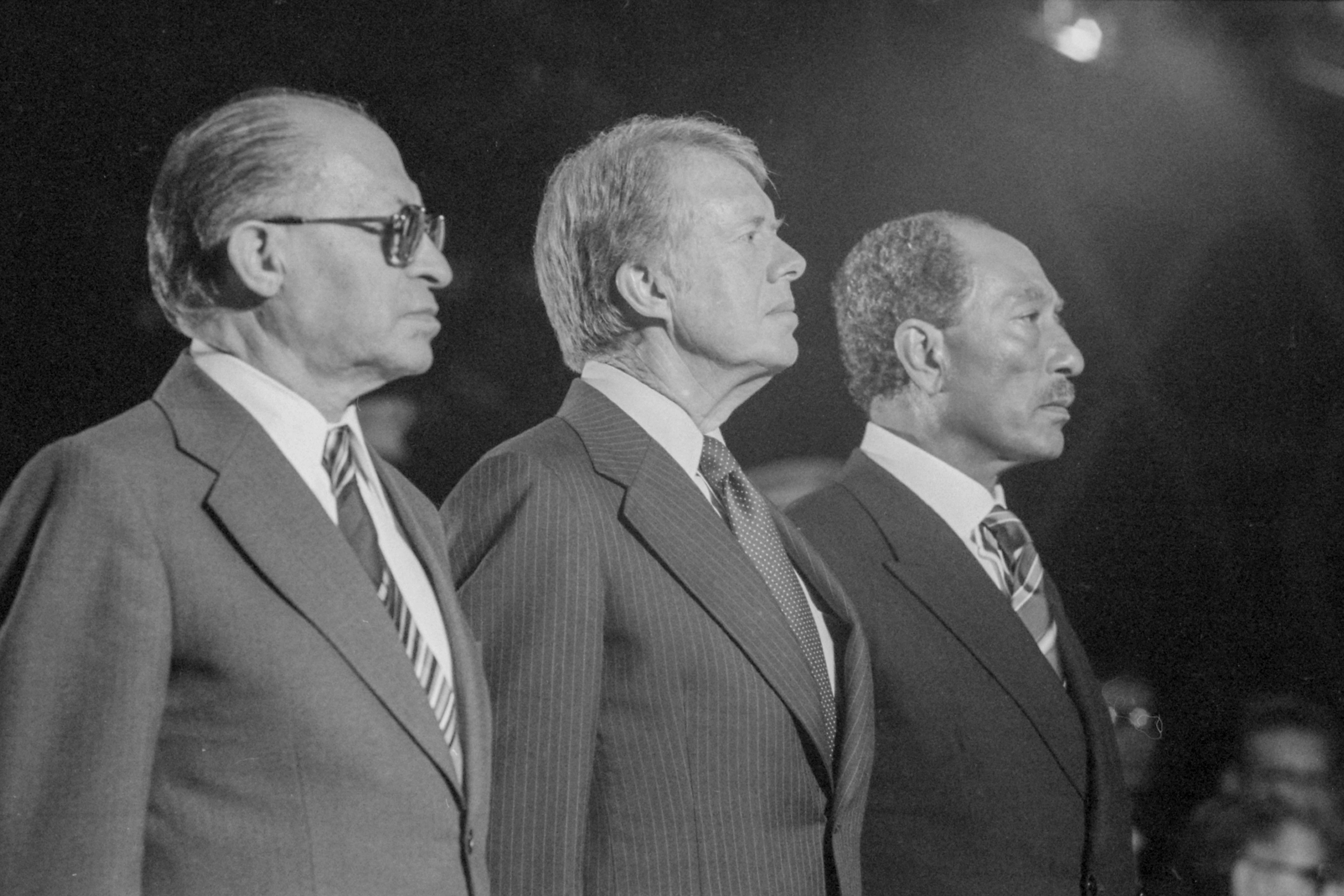
캠프데이비드 협정에 조인 후 메나헴 베긴, 지미 카터, 안와르 사다트.

1953년 6월 18일, 무하마드 나기브 장군을 초대 대통령으로 이집트 공화국이 출범한다. 그러나 나기브는 1952년 이집트 혁명을 설계한 가말 압델 나세르에 의해 이듬해인 1954년 강제로 사임되고 가택 연금 상태에 놓인다.

### 나세르 정권
나세르는 1956년 6월에 대통령이 된다. 같은 달 13일에 영국은 수에즈 운하에서 완전히 손을 떼고, 나세르는 26일에 운하의 국유화를 선언하는데 이것이 '수에즈 위기'라고도 불리는 제2차 중동 전쟁의 서막이 된다.
1958년에 이집트와 시리아는 아랍 연합 공화국을 설립한다. 그러나 이 공화국은 오래 가지 못하고 1961년에 시리아가 독립하면서 깨어진다. 예멘 왕국은 이 때 아랍 연합 공화국과 함께 아랍 합중국의 일원으로 참여하였으나, 마찬가지로 곧 분리되었다.
1967년에는 이스라엘이 이집트의 영토인 시나이반도와 가자 지구를 무력으로 점령하면서 제3차 중동 전쟁이 발발한다. 이로부터 3년 뒤 나세르는 죽고 안와르 사다트가 다음 대통령으로 취임한다.

### 사다트 정권
사다트는 냉전이 한창이던 1972년에 소련출신의 정치고문들을 추방하면서 자유진영의 편이 되고자 한다. 또한 종교계 등으로부터의 반대를 무릅쓰고 인티파흐라고 하는 경제개방정책을 시도한다.
1973년에 이집트는 시리아와 함께 시나이반도와 골란고원을 기습하면서 욤키푸르 전쟁을 일으킨다. 사다트는 시나이반도를 포위하고서 외교협상으로 이 지역에 대한 지배권을 다시 받아온다. 그러나 이 기습은 미국과 소련 양측의 개입을 불러온다. 이에 따라 UN이 제시한 휴전안에 따라 양측은 휴전한다. 비록 전쟁은 군사적 교착상태로 끝났지만, 사다트는 이스라엘과의 평화에 대한 대가로 시나이를 되찾는 정치적 수완을 보였다.
사다트는 1977년에 이스라엘을 방문하고, 이후 1979년에는 이스라엘이 시나이에서 완전히 손을 뗀다는 조건으로 이집트–이스라엘 평화 조약을 맺는다. 이러한 사다트의 행보는 아랍권에서 엄청난 논란을 불러일으켰고 이집트가 아랍 연맹에서 탈퇴하는 결과를 가져왔지만, 이집트인 대부분은 이러한 사다트의 결정을 지지했다.
사다트 정권은 1981년 10월 6일에 욤키푸르 전쟁 8주년 전승기념행사에서 사다트가 암살되면서 끝이난다. 이후 호스니 무바라크가 대통령직을 계승한다.

### 테러
1980년대부터 2000년대까지 이집트에 대한 테러리스트들의 공격은 끊이지 않는다. 테러리즘의 표적은 콥트인과 외국인 관광객들부터 정부 인사들까지 다양했다. 이에 대해 학자들은 1967년에 처형된 사이드 쿠틉이 테러리즘에 사상적 뿌리를 제공했다고 말한다.
1990년대에는 이슬람주의 집단인 알자마아 알이슬라미야가 테러에 참여하여 주요 작가들과 지식인들을 살해하는데, 외국인 관광객의 피해도 이어졌다. 이로 인해 이집트 경제의 큰 부분을 차지하던 관광산업이 막대한 피해를 입음으로써 정부에 큰 타격이 주어졌지만, 그만큼 과격한 행보로 인해 이들을 옹호하던 사람들도 이탈하는 등 역효과도 발생했다.

## 같이 보기
- 이집트사 연대학
- 이집트 왕국
- 역대 이집트 왕조